# Le tre età della donna
Le tre età della donna è un dipinto a olio su tela (180x180 cm) realizzato nel 1905 dal pittore austriaco Gustav Klimt. L'opera è conservata nella Galleria nazionale d'arte moderna e contemporanea di Roma.

## Descrizione
Si tratta di un'opera della maturità di Klimt: le figure sono asciutte, sintetiche ed il decorativismo geometrico si materializza in forme che ricordano oro, sete raffinate e pietre preziose. Il tema è una rivisitazione, in chiave simbolica, delle tre fasi della vita femminile: l'infanzia, la maternità e l'inevitabile declino della vecchiaia.
La donna anziana si nasconde il viso con una mano mentre i capelli ricci e grigi le pendono dal volto. La pelle fa credere che sia debole e che ha passato tanto tempo al lavoro, il ventre dà segno di maternità mentre la schiena dà segno del tanto lavoro svolto durante la sua esistenza.
La giovane invece ha dei lunghi capelli arancioni incoronati da dei fiori, la pelle bianca e liscia è uguale a quella della bambina che tiene in braccio, in una posizione simile ad un abbraccio.
La bambina dalle rosse guance dorme appoggiata al petto della giovane e il viso non viene coperto dai corti capelli marroni. La donna anziana sembra fare da sfondo alla giovane e alla bambina e questo fa pensare che essa se ne stia andando e lascia la scena (vita) alle altre due.
Munch fa un dipinto molto simile, La danza della vita, con uno stile più scarno e drammatico.